# Викторов, Алексей Егорович
Алексей Егорович Викторов (2 [14] февраля 1827— 22 июля [3 августа] 1883) — русский археолог и библиограф
. Член Императорской археографической комиссии, член-корреспондент Императорской Академии наук (1879).

## Биография
Родился 2 (14) февраля 1827 года в семье диакона села Студенниково Мценского уезда Орловской губернии. Обучался в Орловской духовной семинарии и Московской духовной академии (1846—1850). В письме И. И. Срезневскому он писал: «Проведенные мною четыре года в Академии <…> не дали решительно никаких подготовительных знаний. <…> Из Академии <…> я вынес только логическую выправку и уменье самостоятельно работать в какой бы то ни было области».
В 1852 году стал младшим архивариусом Главного архива Министерства иностранных дел (работал в нём до 1861 года). Одновременно, в 1852—1858 годах разбирал славянские рукописи патриаршей ризницы и библиотеки, а также с 1856 года преподавал русский язык и литературу в Мариинско-Ермоловском женском училище — по приглашению Буслаева, бывшего в нём с 1855 года инспектором. В нём он познакомился со своей будущей супругой Марьей Александровной. В 1861 году, опять же при содействии Буслаева, он получил должность суббиблиотекаря в библиотеке Московского университета (1861—1868), а с 1862 года был назначен хранителем отделения рукописей и славянских старопечатных книг Румянцевского музея (занимал эту должность до своей смерти; за двадцатилетие его работы здесь фонды отделения увеличились в десять раз). А. М. Кубарев отмечал, что

А. Е. Викторов не оставляет без себя не запертою комнаты, в которой хранятся сии сокровища…
С 1868 года по 1880 год он заведовал архивом и канцелярией Оружейной палаты; затем был командирован в центральный архив императорского двора.
Скончался 22 июля (3 августа) 1883 года «от тифа», в Пятигорске.

## Научная деятельность
И. И. Срезневский подразделял труды А. Е. Викторова на 4 группы
- по библиографии рукописей и старопечатных книг (очерк собрания рукописей Ундольского, каталог славяно-русских рукописей Пискарева, «Фотографические снимки с миниатюр греческих рукописей» (представлены сделанные им 4 описания рукописей), описание собрания рукописей Григоровича и Беляева, «Опись рукописных собраний в книгохранилищах Северной России»);
- критические статьи и исследования («Библиотека и историческая деятельность Московской синодальной типографии», 1859 год; «Последнее мнение Шафарика о глаголице», 1863 год; «Не было ли в Москве опытов книгопечатания до 1564 г.?», представляет собой извечение из его неоконченного сочинения «Книгопечатание в России в XVI веке прежде и около времени издания Иваном Федоровым Апостола 1564 г.»);
- издания памятников (несколько памятников, относящихся к Кириллу и Мефодию, опубликованы в «Кирилло-Мефодиевском сборнике» М. П. Погодина, 1865 год; письма Екатерины II к Храповицкому; два памятника русского монастырского быта XVII века; «Обозрение описей патриаршей ризницы и опись патриаршей ризницы»; «Опись ветхостей в башнях и стенах московского Кремля, Китай-города и Белого-города 1667 года»; «Описание записных книг и бумаг старинных дворцовых приказов» за 1584—1725 годы);
- прочие («Описание этнографического музея Густава Клемма», «Епархиальная публичная библиотека для московского духовенства», «Историческая объяснительная записка по проекту нового устава и штата Московского публичного и Румянцевского музеев» и другие).